# 南巴爾龍屬
南巴爾龍屬（學名：Nambalia）是基礎型蜥腳形亞目恐龍的一屬，生存於三疊紀晚期的印度。
化石發現於印度安得拉邦的Nambal村，屬於馬拉利組（Maleri Formation）上層，地質年代相當於諾利階晚期到雷蒂亞階早期。正模標本（編號ISI R273, parts 1-3）是一個部分關節連接的身體骨骼。副模標本（編號ISI R273, parts 4-29）則是至少兩個部分身體骨骼，發現於相同地點，個體大小不相同，期中一個的體型接近於正模標本。
在2011年，費爾南多·諾瓦斯等人將這些化石進行敘述、命名，模式種是喬氏南巴爾龍（N. roychowdhurii）。屬名是以化石發現處的Nambal村為名；種名則是以Roy Chowdhuri博士為名，他曾對印度的三疊紀脊椎動物研究有貢獻。
根據親緣分支分類法分析，諾瓦斯等人發現南巴爾龍比槽齒龍、Pantydraco、瓜巴龍科還衍化，而比埃弗拉士龍、祖父板龍、呂勒龍、板龍類還原始。在南巴爾龍的發現地區，還發現板龍科的加卡帕里龍、一種瓜巴龍科、兩種基礎型恐龍形類的化石。